# アイスランドペニス博物館
アイスランドペニス博物館（アイスランドペニスはくぶつかん、アイスランド語: Hið Íslenzka Reðasafn、英語: Icelandic Phallological Museum）は、アイスランド共和国のレイキャヴィークにある、陰茎の収集・展示を目的とした私設博物館である。同種の博物館のうちでは世界最大のものとなっている。
同館の収蔵品である、93種の動物から取得された標本280点のうち、55点はクジラ目、36点は鰭脚類、118点は陸生の哺乳類のものであり、エルフやトロールのものも含むといわれている。2011年1月に、同館は史上初めて、ヒトの陰茎標本を取得した。これは、死後の提供を申し出ていたドナー4名のうち1名のものである。摘出が手順通り行われなかったため、標本はホルマリン処理された、灰褐色の縮こまった物体となっており、同館は引き続き「より若く大きく状態の良い」標本を探し続けるとしている。
同館は1997年に元教師であったシグルズール・ハーターソンにより設立され、現在は息子のヒェルトゥル・ギスリ・シグルズソンにより運営されている。同館は、シグルズール・ハーターソンが幼少期にウシの陰茎から作られた鞭を入手したことをきっかけに陰茎に興味を持つようになったことがもとで設立されたものである。シグルズールは170センチメートルにも及ぶシロナガスクジラの陰茎先端部標本から、虫眼鏡を使用しなければ観察できない2ミリメートル程度のハムスターの陰茎骨標本まで、アイスランド中の動物の陰茎を収集した。アイスランドの民話では、エルフやトロールは人の目には見えないとされているものの、同館は、収蔵品にはエルフやトロールの標本も含まれているとする。収蔵品には、陰茎を主題とした芸術品や、ウシの陰嚢から作られたランプシェードなどの工芸品も含まれている。
同館は年間数千人の観光客が訪れる人気観光地となり、同館がヒトの陰茎標本を入手するまでの努力を描いたカナダのドキュメンタリー映画『The Final Member（邦題：最後の1本）』が作成されるなど、メディアからの注目も集めることとなった。同館のミッションステートメントによれば、同館は「個人が、体系化された科学的な方法により陰茎学を真摯に学ぶ」ことができるようにすることを目的としている。

## 利用案内
- 所在地：アイスランド、レイキャヴィーク、ロイガヴェーグル116番地
- 開館時間：午前10時から午後6時まで
- 休館日：なし
- 入館料：大人1,500クローナ、障害者・年金生活者1,000クローナ。13歳以下の児童は保護者の同伴のある場合に限り無料。

## 歴史

### 開設前史（～1996年）

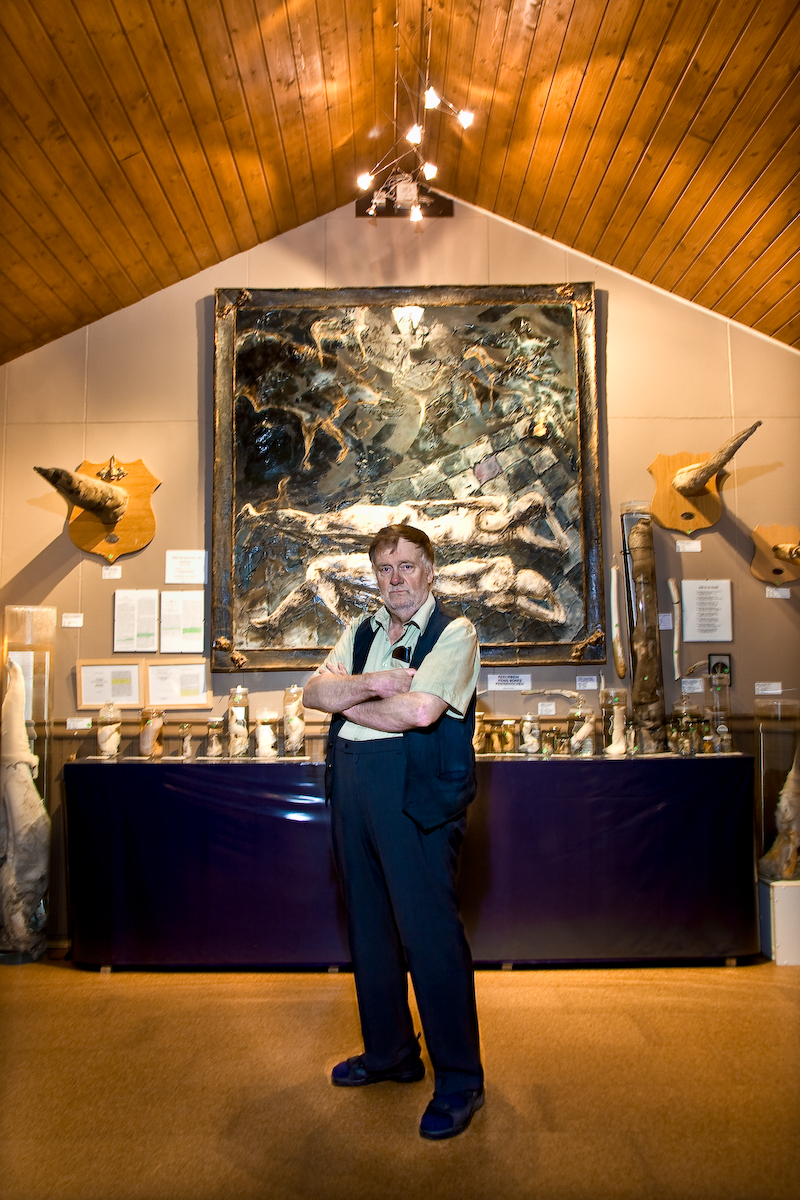
設立者シグルズール・ハーターソン

おそらく1946年または1947年ころ、シグルズールがまだ少年だったころに、シグルズールはウシの陰茎4点を、畜牛用の鞭として用いるために贈られた。
1974年、成人したシグルズールは中学校の校長として働いていた。シグルズールが上記のウシの陰茎の話を友人らにしたところ、ある友人から新しいウシの陰茎標本を贈られた。また、その学校の教師らには夏季休暇の間だけ捕鯨基地に勤める者がおり、そのような教師らからも、クジラの陰茎標本を贈られた。シグルズールはこれらの出来事を契機に、陰茎標本を収集した博物館の構想を抱くようになり、標本の収集を開始した。その他の寄贈や、アイスランド各地からの取得を通じ、収蔵品は充実していった。
家畜の標本は屠畜施設から、鰭脚類および小型のクジラの標本は漁師から、それぞれ提供された。また、大型のクジラの標本は商業捕鯨基地から提供を受けることができた。1986年に国際捕鯨委員会が商業捕鯨を世界的に禁止してからはこの提供はなくなったものの、アイスランド沿岸では年間おおむね12頭から16頭のクジラが座礁して死亡するため、そのようなクジラから、標本を取得することができた。また、ホッキョクグマが流氷に乗っているところを発見しこれを射殺した漁師から、そのホッキョクグマの標本を提供してもらうこともあった。
また、シグルズールは標本の収集にあたり家族の協力をも得ていた。その際、家族は不快な経験をすることがないわけではなかった。シグルズールの娘のソルギェルズルは、かつてシグルズールが提供を依頼した標本を屠畜施設に取りに行かされ、折悪しく昼食休みで施設職員ら全員が食堂に集合しているところに行ってしまったときのことを記憶している。「誰かが『籠の中には何が入っているんですか？』と尋ねました。私は（職員全員の前で）『冷凍されたヤギの陰茎を集めているんです』と答えざるを得ませんでした。そのやり取り以降、『私は父さんのために標本を集めることは二度としないから』と父に言いました。」シグルズールによれば、「陰茎標本をコレクションするのは、他の物をコレクションするのと同じです。止められないし、終わりにできないし、常に新しいもの、よりよいものを手に入れようとします。」

### 博物館開館、フーサヴィークへの移転（1997年～2011年）
収蔵品は、シグルズールの退職までは職場である学校に保管されていた。シグルズールは、仕事としてというよりはむしろ趣味として、これらの収蔵品をレイキャヴィークで公開展示することとし、1997年8月には、博物館設立のため、市議会から20万クローナの補助金の支給を受けた。2003年までには、同館には外国人4,200人を含む年間5,200人の観光客が訪れるようになった。2003年、シグルズールは、同館の売却または市への寄贈を申し出たが、州からも市からも財政支援を受けることができなかった。シグルズールは、教師・校長として37年間勤務したのち、2004年に退職したが、その後は同館の賃料を払うことができなくなった。

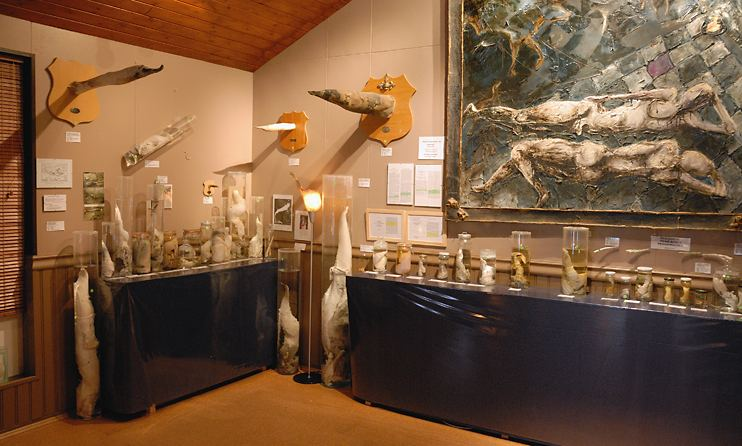
フーサヴィークにおける以前の展示（2008年）

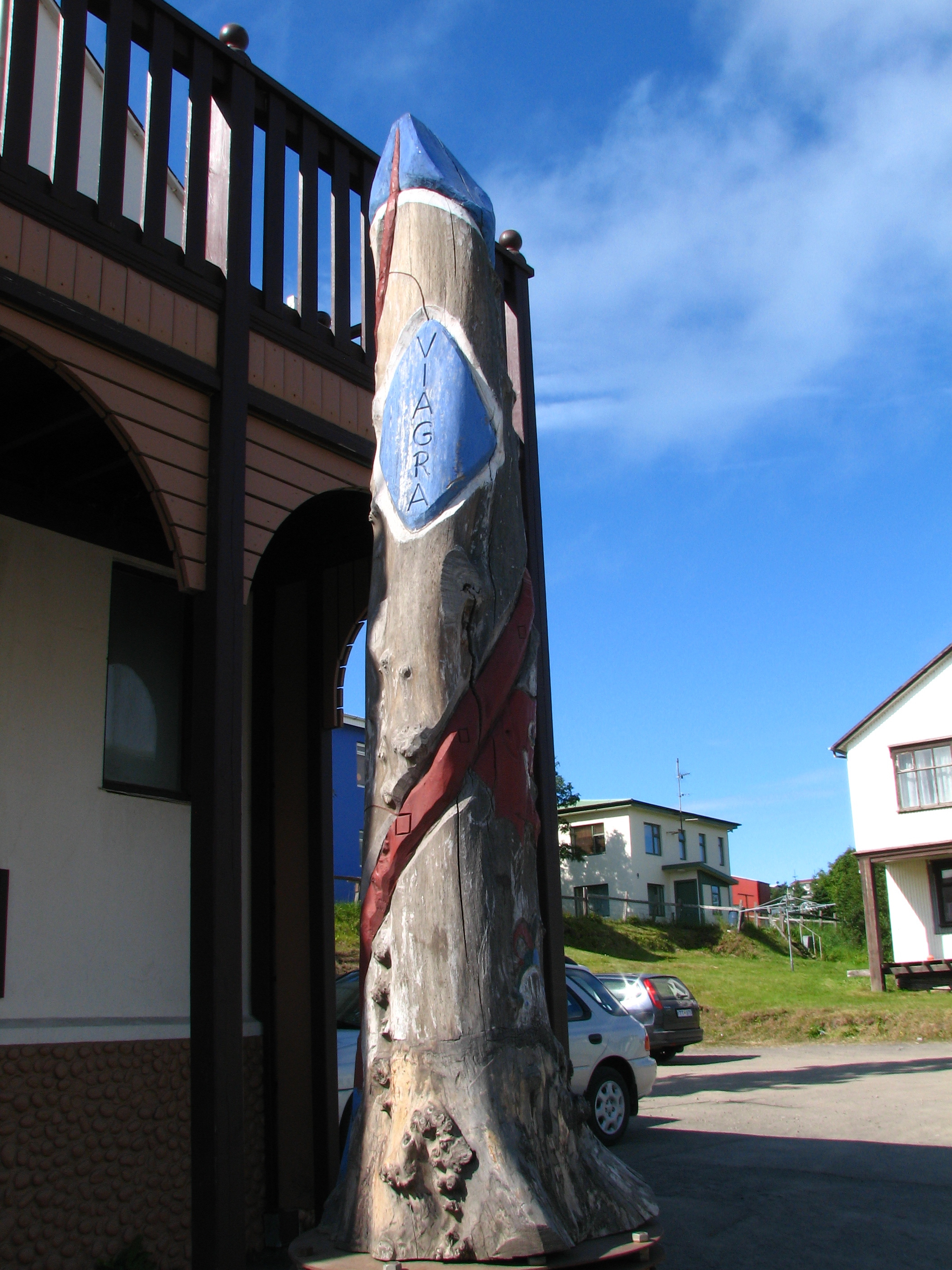
フーサヴィークの施設外部に設置された木製陰茎像（2008年）

シグルズールは収蔵品とともにフーサヴィークに転居した。フーサヴィークはレイキャヴィークから460キロメートル北東に位置する、人口2,200人の漁村であった。同館は、かつてレストランであった小さな建物に移転し、通りに面して木製・石製の巨大な陰茎の像が目印として設置された。フーサヴィークの住民らは、当初は同館に懐疑的であったが、同館がポルノグラフィとは関係がないと納得してからは、これを受け入れ始めた。

### 館長交代、レイキャヴィークへの再移転（2012年～）
2012年、シグルズールは収蔵品を息子であるヒェルトゥル・ギスリ・シグルズソンに譲った。同館は、フーサヴィークから、レイキャヴィークの中心街であるロイガヴェーグル116番地に再移転した。ドイツの富豪からは同館を3千万クローナで買収し、英国に移転したいという提案があったが、ヒェルトゥルは「博物館はアイスランドになければならない」としてこの提案を却下した。ヒェルトゥルは、「常により良いもの、新しいもの…より大きくより美しい形のものを手に入れたくなりますよね」として、今後も新しい標本の収集を継続しようと考えている。

## 収蔵品

### 収蔵品概要

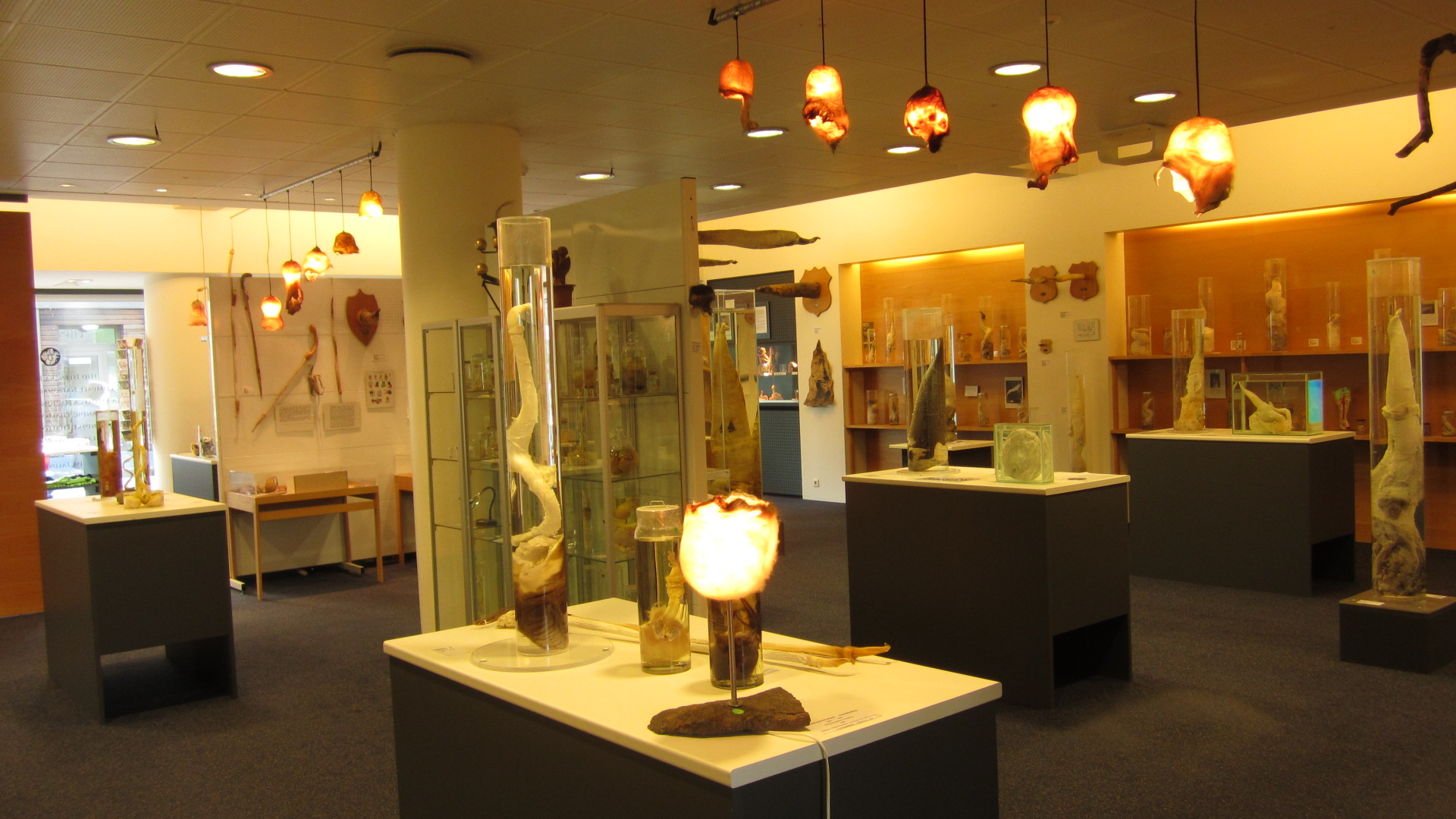
同館の新しい展示室に展示されている、陰茎標本コレクションおよび陰嚢から製作されたランプシェード

同館の標章

同館には93種の動物から取得した約280点の標本が収蔵・展示されており、動物の陰茎のうち最大級のものも最小級のものも含まれている。同館における最大の標本は、シロナガスクジラの陰茎標本で、長さ170センチメートル・重さ70キログラムにも及ぶ。『Iceland Review』紙はこれを「本物のMoby Dick」と紹介した。この標本は先端部のみであり、陰茎全体では長さ約5メートル・重さ350キログラムから450キログラムになる。これに対し、約2ミリメートルの長さであるハムスターの陰茎骨標本が最も小さな収蔵品であり、虫眼鏡がなければこれを観察することはできない。シグルズールは、これらの収蔵品を、「37年間の陰茎収集」の成果であり、「誰かがしなければならなかったことです」と述べている。
こうした収蔵品のほとんどは寄贈されたものであり、対価を払って購入された唯一の収蔵品は、約1メートルの長さに及ぶゾウの陰茎標本である。
同館はアイスランドに生息する全ての哺乳類の標本を収集することを目標としているが、国外の標本も収蔵されている。これらの収蔵品は、2017年8月現在、動物の種類に応じ7つのセクションに分けて展示されている。
- セクションA：クジラ
  - キタトックリクジラ、マッコウクジラ、ヒレナガゴンドウなどの標本が展示されている。
- セクションB：クマ
  - ホッキョクグマの標本が展示されている。
- セクションC：アザラシ
  - ズキンアザラシ、ワモンアザラシ、アゴヒゲアザラシなどの標本が展示されている。
- セクションD：陸生哺乳類
  - ヤギ、モリアカネズミ、ウマなどの標本が展示されている。後述するヒトの標本もこのセクションに展示されている。
- セクションAA：その他の動物
  - メヌケの標本が展示されている。
- セクションPFI：民話セクション
  - アイスランド民話に登場する生物の標本のために設けられたセクションで、エルフ、トロール、ケルピー、「スナイフェルスヨークトルの意地悪な幽霊」、半魚人、脚・腕・目がそれぞれ1つしかないBeach-Murmurerと呼ばれる怪物、Enriching Beach Mouseと呼ばれる持ち主に富をもたらす怪物、ユールラッズ[注釈 3]などの標本が展示されている。アイスランド民話ではエルフおよびトロールは人の目に見えないとされているため、エルフの陰茎標本も人の目には見えない[8][注釈 4]。
- セクションPA：外国の動物セクション
  - アイスランド国外の動物の標本のために設けられたセクションで、スカンク、アカギツネ、ムナジロテン、ゾウなどの標本が展示されている。

### ヒトの陰茎標本

#### 最初のヒト標本
長年にわたり、同館はヒトの陰茎標本の入手に向け努力していた。同館は2002年に陰茎包皮の、2006年に陰嚢および精巣上体の標本を、それぞれ取得していたが、2011年に史上初めて、ヒトの完全な標本を入手することができた。同館はこれまでにアイスランド人、ドイツ人、アメリカ人および英国人の4名のドナーから死後寄贈の申し出を受けており、アメリカ人ドナーおよびアイスランド人ドナーが最初のヒト標本の有力な候補であったが、2011年に最初のヒト標本を提供したのは、アイスランド人ドナーであった。このヒト標本の提供・取得を巡る顛末は、後にドキュメンタリー映画『The Final Member（邦題：最後の1本）』にまとめられている。

##### アメリカ人ドナー
アメリカ人ドナーはトム・ミッチェルというカリフォルニア州在住のビジネスマンであった。『The Final Member』の監督ザック・マスは「彼は普通の男性ですが、自分の陰茎を、『エルモ』という、自分の体とは別の一人格だと考えたことから、（同館への標本提供を申し出るという）この奇抜な行動に出たのです。彼は、自分の陰茎に、世界一有名な陰茎になってほしいと考えています」とコメントしている。シグルズールによれば、ミッチェルは「生きているうちに陰茎を切除してもらい、本館で展示されているのを見に来たいとすら考えて」いる。ミッチェルは、実際に寄贈がなされるまでの間の代替品として、自らの陰茎の模型を、模型にサンタクロースやエイブラハム・リンカーンのコスチュームを着せた写真とともに、同館に贈った。また、ミッチェルは自らの陰茎をより魅力的に見せるため、アメリカ国旗のタトゥーを施した。ミッチェルは、「私の陰茎が史上初のペニス・セレブリティになったら本当に素敵だろうとずっと考えていました」と語っており、自らの陰茎を自作漫画本「エルモ：スーパーヒーロー・ペニスの冒険（原題：Elmo: Adventures of a Superhero Penis）」の主人公とした。

##### アイスランド人ドナー
アイスランド人ドナーはパゥットル・アラソンというアークレイリ付近在住の95歳の男性であった。パゥットルは若いころ300名以上の女性と関係を持ったといわれている女たらしであり、自身の「永遠の名声」のために陰茎を同館に寄贈したいと申し出た。パゥットルは「加齢に伴って陰茎が収縮してきており、展示には相応しくないかもしれない」ことを懸念していたとされている。シグルズールが「ドナーと医師は、遺体がまだ温かいうちに陰茎を切除するという合意をしていました。その後、血液を抜いて空気を入れるのです。遺体が冷たくなってしまうと、できることがなくなってしまいますので、ドナーは温かい状態で陰茎を切除して、品位あるかたちで陰茎を保存してもらうことを望んでいました」と説明するとおり、パゥットルは自らの標本が品位ある取り扱いをされることを希望していた。
パゥットルが2011年1月死去したため、ミッチェルに先んじてパゥットルの標本が最初に展示されることとなった。寄贈申し出に従い、同館の収蔵品に加えるため、手術によりパゥットルの遺体から陰茎が切除された。しかし切除は完全には成功せず、切除された陰茎は「灰褐色の縮こまった物体」になってしまった。シグルズールは「多少なりとも通常の状態になるよう、この標本を引き伸ばして、後ろ側で縫い合わせるべきでした」と述べている。しかしそうではなく「そのままホルマリン処理されてしまいました」。この結果に落胆してはいるものの、シグルズールは、「私は、より若く、より大きく、より状態の良い標本をすぐに入手できるでしょう」と自信をもって話している。このヒトの標本に対して、観光客からは、「とても古びていて、それで…少し縮んでいるので、男性客は『ああ、私が歳をとったときに私のものがこんな風になりませんように』と言う」という反応が最もよく示される。

##### 映画『The Final Member』
同館がヒトの標本を入手するまでの顛末は、カナダの映画監督ザック・マスおよびジョナ・ベッカーにより撮影された『The Final Member（邦題：最後の1本）』の主題となっている。この映画は、シグルズールの人となりおよびヒトの標本を追い求めるシグルズールの努力を描くものであり、自らの陰茎を同館最初のヒトの標本としたいと願うアメリカ人ドナーおよびアイスランド人ドナーのライバル関係を紹介しつつ、同館の収蔵品が負う準タブー的な性質を分析している。ベッカーは「この博物館がロールシャッハ・テストのようなものだというつもりはありませんが、あなたがこの博物館にどういった反応を示すかによって、ヒトの解剖学上のこうした要素につきあなたがどういった関係を有しているかが非常によくわかるのです。これは本当に面白い現象で、私たちは観客がどういった反応を示すかに本当に興味を惹かれます」と語っている。この映画は、2012年5月1日、HotDocsカナディアン国際ドキュメンタリー映画祭においてプレミア上映され、2015年8月に駐日アイスランド大使館の後援を得て日本でも公開された。

#### その他のヒト標本
シグルズールもまた、自らの陰茎を死後同館に寄贈することを考えはしたが、最終的には妻の意向次第だとしている。「妻が先に亡くなったら、私の標本もこの博物館に寄贈されます。もし私が先に亡くなったら、どうなるかは分かりません。妻は寄贈しない、というかもしれません。」
アメリカの作家・俳優であり、巨大な陰茎で知られるジョナ・ファルコンは、『The Huffington Post』紙を通じて、ファルコンの死後にその陰茎を同館に寄贈することに向けて、同館の招待を受けた。2014年5月に、ファルコンがこの提案を受け入れたことが公表された。ファルコンの標本は、聖書の物語になぞらえて、『ヨナと大魚』と題し、マッコウクジラの標本とともに展示されるとみられている。

### 収蔵品の保存・加工

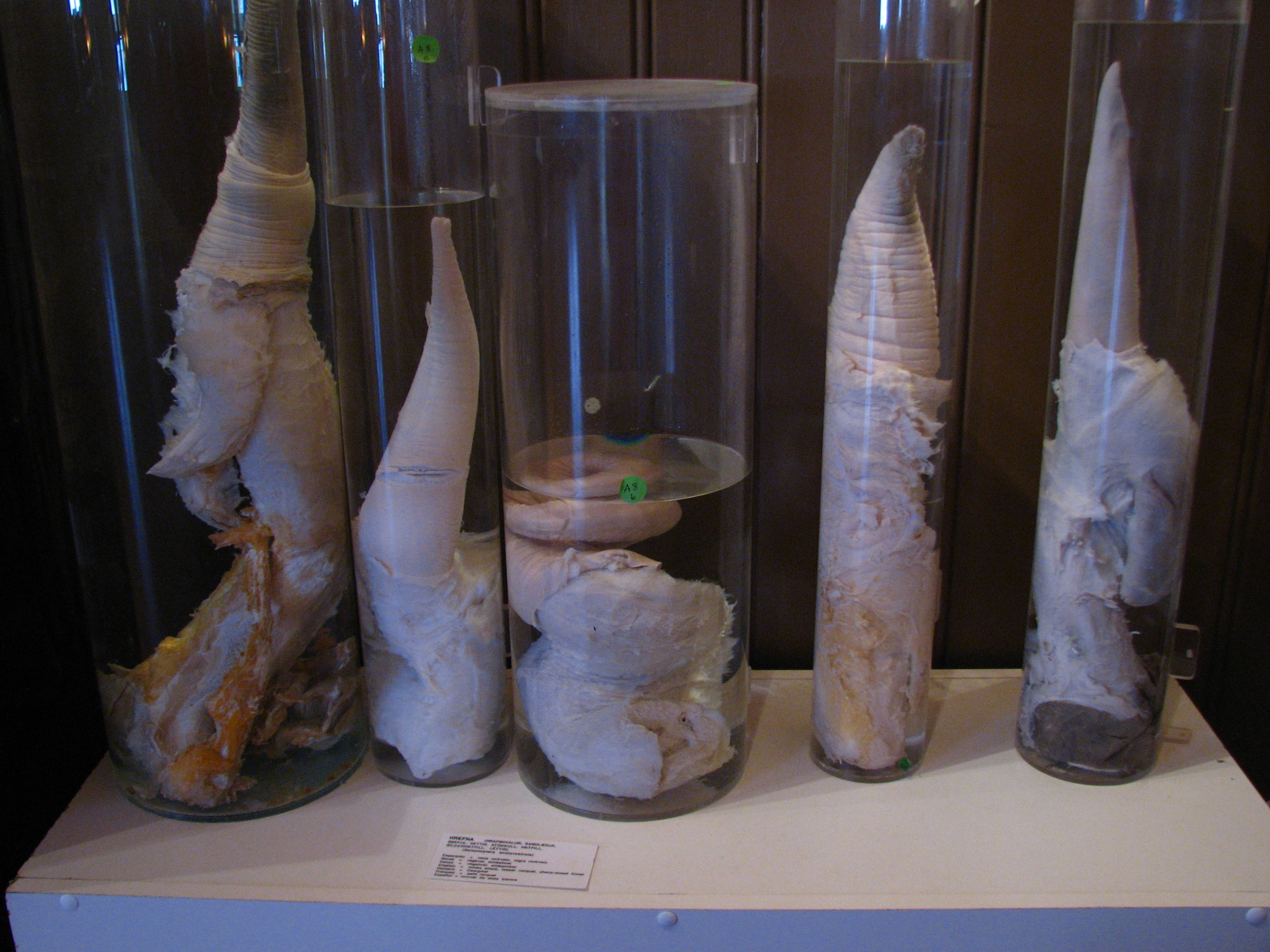
ミンククジラの標本の展示

シグルズールは標本の保存のため、ホルマリン加工、浸酸加工、乾燥、剥製、塩蔵加工といった様々な方法を用いてきた。ウシから採取された特に大きな標本は、杖に加工された。
なお、Salon.comのジョシュ・ショーンワルドは、1998年に同館を訪れた際に、標本が様々な形で保存・展示されていることにつき、下記のように語っている。
陰茎標本は、壁に吊るされ、容器に入れられ、館長の愛情をもって展示されていた。乾燥した標本、ホルマリン加工された標本、ハンティングトロフィーのように展示された巨大な標本。なめし加工されたウシの標本、燻煙加工されたウマの標本。小さく縮んだシカ、キツネ、ミンクやネズミの標本もあった。勃起した状態を永続させるため、硬い陰茎骨の入ったアザラシやセイウチの標本もあった。巨大な標本もあったー3フィートにもわたるシロナガスクジラの標本であった（カヌーのオールにもできそうなくらいであった。）

### 芸術作品・工芸品
また同館では、陰茎を主題とした芸術作品や、ウシの陰嚢から製作されたランプシェードなどの陰茎に関連する作品の展示も行っている。他には、「キリストの割礼を描いた18世紀の彫刻から、陰茎を模った20世紀のプラスチック製おしゃぶり」までもが展示されている。
シグルズールはまた、木彫りの陰茎を制作して同館の周囲の様々なものを装飾したり、特別な日に着用するための陰茎柄のボウタイを作ったり、同館の照明のためにヒツジの陰嚢を用いてランプを製作したりもしている。
同館には、ハンドボールアイスランド代表選手にちなんだ15体の陰茎の彫像も収蔵されている。同チームが2008年北京オリンピックのハンドボール競技において銀メダルを獲得したことにちなみ、シグルズールの娘のソルギェルズル・シグルザルドッティルが銀色の素材を用いてこれらの像を制作した。これらの彫像は、大きく引き伸ばされた代表チームの写真の真下に展示されているが、その写真における選手の並び順と、像の配列は一致しているわけではない。シグルズールは、配列が異なっていても「選手らの夫人が見れば、どれが誰のものかわかるでしょう」と話している。もっとも、ソルギェルズルによれば、これらの像には特にモデルがあるわけではなく、単に自身の一般的な経験に基づいてデザインしたに過ぎない。

## 観光客の反応
同館は年中無休であり、2011年7月時点では年間11,000人の観光客が来館していた。『Rough Guide to Iceland』では同館は「観光案内所の従業員らが困惑して赤面するような施設」という紹介をされているものの、来館者の60パーセントは女性であるといわれている。同館のゲストブックには、「寄宿学校に入っていたが、こんなにたくさんの陰茎を見たことはなかった！」（ニュージーランドからの観光客）、「アメリカならもっと大きい標本があっただろう」（ウィスコンシン州からの観光客）、「ヴァギナ博物館はある？」といったコメントが寄せられている。最後のコメントについてシグルズールは、「私は陰茎だけを集めています。それは誰か別の人がしなければならない仕事です。私は、その人が標本をどう保存するのかに興味を持つでしょう。私は、女性器のほうがより生き生きとした展示になると思います」と語っている。

## 文化への影響
同館のウェブサイトによれば、同館を訪れることにより「個人は体系化された、科学的な方法により、陰茎学を真摯に学ぶことができ」、同館はこれまで「歴史学、芸術学、心理学、文学ならびに音楽およびバレエといった他の芸術領域における研究分野から見て、境界線上の研究分野」とされているにすぎなかった分野に十分な注目を集めることができたとしている。
アイスランド大学の文化人類学者シーグルヨン・バルドゥル・ハフステインソンは、アイスランド人の同館に対する寛容な態度は、1990年代にネオリベラリズム的な政府がエンターテインメント、創造性およびツーリズムに関し、「新しいアイデアが公になる」ことを可能にする、よりオープンな見解を取るようになってから、アイスランド社会がどのように変化したかを示す一つの指標となっていると指摘する。同館がアイスランドの文化において果たした役割の重要性は、シーグルヨンにより、『Phallological museum』に著された。